# Orzeł Sharpe’a
Orzeł Sharpe’a (ang. Sharpe's Eagle) – brytyjski telewizyjny film historyczny z 1993 roku. Film jest częścią cyklu filmów o Richardzie Sharpie, zrealizowanego na podstawie serii powieści o tej postaci autorstwa Bernarda Cornwella.

## Fabuła
Wojska brytyjskie wkraczają do okupowanej przez Francuzów Hiszpanii. Porucznik Sharpe i jego oddział zostają przeniesieni do zgrupowania „South Essex” pod dowództwem pułkownika Henry'ego Simmersona. Nowy dowódca nie znosi Sharpe’a za jego pochodzenie. Jednak w pierwszej bitwie, wskutek nieudolności Simmersona, Brytyjczycy ponoszą porażkę i tracą sztandar. W walce z Francuzami ginie przyjaciel Sharpe’a, major Lennox. Jego ostatnim życzeniem jest zdobycie napoleońskiego orła. Po bitwie Simmerson zostaje odsunięty od dowództwa, a Sharpe awansowany na kapitana przejmuje dowództwo nad „South Essex”. Zbliża się wielka bitwa z Francuzami. Sharpe musi szybko przeszkolić niedoświadczonych żołnierzy.

## Obsada
- Sean Bean - Richard Sharpe
- Daragh O’Malley - sierżant Patrick Harper
- Assumpta Serna - Teresa Moreno
- Brian Cox - major Michael Hogan
- David Troughton - Arthur Wellesley
- Michael Cochrane - Henry Simmerson
- Martin Jacobs - pułkownik Lawford
- Katia Caballero - księżna Juzefina
- Michael Mears - Francis Cooper
- John Tams - Daniel Hagman
- Jason Salkey - strzelec Harris
- Lyndon Davies - strzelec Ben Perkins
- Paul Trussell - strzelec Isaiah Tongue
- Gavan O’Herlihy - kapitan Leroy
- David Ashton - major Lennox
- Neil Dudgeon - porucznik Gibbons
- Daniel Craig - porucznik Berry
- Nolan Hemmings - Ensign Denny
- Paul Bigley - Dobbs